# Wachtang Lolua
Wachtang Lolua (gruz. ვახტანგ ლოლუა; ur. 2007) – gruziński zapaśnik startujący w stylu klasycznym. 
Brązowy medalista mistrzostw Europy w 2025. Wicemistrz świata kadetów w 2024. Mistrz Europy kadetów w 2022 i drugi w 2021 roku.